# Peter Michaelis (Manager)
Peter Michaelis (* 18. März 1946 in Schwanenstadt, Oberösterreich) ist ein österreichischer Manager.

## Leben
Peter Michaelis wurde in Oberösterreich als Sohn eines VÖEST-Managers geboren. Nach der Volksschule besuchte er von 1956 bis 1966 das Gymnasium im Schloss Salem in Baden-Württemberg. Nach einer Volontärzeit bei einer Privatbank in London absolvierte er den Präsenzdienst beim Bundesheer, den er als Leutnant der Reserve beendete. Er begann anschließend ein Rechts- und Staatswissenschaftsstudium an der Universität Salzburg und promovierte 1971 zum Doktor der Rechte. Während dieses Studiums war er zwei Jahre wissenschaftliche Hilfskraft und Assistent am Institut von Prof. Hayek. Anschließend studierte er bis 1975 Volks- und Betriebswirtschaftslehre an der Universität Kiel. Dieses Studium beendete er als Diplom-Volkswirt. Seine Ausbildung vervollständigte er mit einem Abschluss zum geprüften Bilanzbuchhalter.
Seinen beruflichen Werdegang begann er 1975 bei Mannesmann zuerst im Rechnungswesen und später in der Unternehmensplanung. 1982 wechselte er zu Mannesmann-Demag, wo er bei Demag Steelplant Technology in Duisburg 1988 bis 1991 Geschäftsführer war, ebenso wie danach bei Mannesmann-Demag Fördertechnik von 1991 bis 1996. In den Jahren 1996 bis 2001 war er Generalbevollmächtigter der Mannesmann AG sowie der Atecs Mannesmann AG.
Von 2001 bis Ende Juni 2011 war er Vorstandssprecher der ÖIAG. Ihm folgte Markus Beyrer nach.

## Kritik
In seine Amtsperiode bei der ÖIAG fielen eine Reihe von Privatisierungen. Damit und mit effizientem Beteiligungsmanagement gelang es, während dieser Zeit den Schuldenberg der ÖIAG komplett abzubauen. Mit wirtschaftlich notwendigen Maßnahmen geriet Peter Michaelis öfter ins Schussfeld der Politik und einiger Medien. Vor allem der Verkauf der Austrian Airlines im Jahr 2008 war eine der größten Herausforderungen und polarisierte in ungewöhnlich starkem Maße. Zunächst lehnten Politik und öffentliche Meinung einen Verkauf des „National Carrier“ kategorisch ab. Als Vorsitzender des Aufsichtsrats hatte Michaelis daher alle Ressourcen für eine Stand-alone-Lösung zu mobilisieren. Als sich diese angesichts der weltwirtschaftlichen Umfeldbedingungen endgültig als unrealistisch erwies, war das Zeitfenster für eine andere Lösung extrem klein. Bevorstehende Neuwahlen in Österreich und dramatische Einbrüche des weltweiten Airline-Markts schränkten die Chancen der Austrian Airlines stark ein. Dessen ungeachtet gelang es, ein EU-konformes Bieterverfahren durchzuführen, aus dem die deutsche Lufthansa als Sieger hervorging. Der dabei realisierte „negative Kaufpreis“ wurde Michaelis von seinen Gegnern und den unterlegenen Mitbewerbern stark angekreidet. In der Realität ersparte er jedoch dem österreichischen Staat viel Geld. Die Airline trug eine Schuldenlast von rund 1.5 Milliarden Euro und war alleine nicht mehr lebensfähig. Die Lufthansa garantierte die Fortführung des Betriebs und übernahm zwei Drittel der Verbindlichkeiten. Mit einer Einmalzahlung von 500 Millionen Euro konnte die Republik Österreich somit das Unternehmen und damit die Bedeutung des Wirtschaftsstandorts retten.